# Synallaxis albigularis
A Synallaxis albigularis a madarak (Aves) osztályának verébalakúak (Passeriformes) rendjébe és a fazekasmadár-félék (Tyrannidae) családjába tartozó faj.

## Rendszerezése
A fajt Philip Lutley Sclater angol ornitológus írta le 1858-ban.

## Alfajai
- Synallaxis albigularis albigularis P. L. Sclater, 1858
- Synallaxis albigularis rodolphei Bond, 1956[2]

## Előfordulása
Dél-Amerika északnyugati részén, Bolívia, Brazília, Kolumbia, Ecuador és Peru területén honos. Természetes élőhelyei a szubtrópusi vagy trópusi cserjések, másodlagos erdők és ültetvények. Állandó, nem vonuló faj.

## Megjelenése
Testhossza 16 centiméter, testtömege 14-18 gramm.

## Életmódja
Ízeltlábúakkal táplálkozik, melyet párban keresgél.

## Természetvédelmi helyzete
Az elterjedési területe rendkívül nagy, egyedszáma növekvő. A Természetvédelmi Világszövetség Vörös listáján nem fenyegetett fajként szerepel.